# Christos Zοtos
Christos Zotos (em grego: Χρήστος Ζώτος}}, AFI: [xr'istos z'otos]; Kandila, 1937) é um músico grego, segundo muitos o maior virtuoso do laouto.
Nascido na Etólia e Acarnânia, pertence a uma família de músicos. Já tocou com o clarinetista Vasilis Saleas e com o iraquiano virtuoso do ud Munir Bashir. Junto com Stelios Katsianis gravou o volume 10 da série The Greek Folk Instruments, em que apresenta melodias tradicionais gregas e improvisos em solos de laouto. Fundou uma escola para o instrumento em Atenas, e atualmente ensina música e faz apresentações.